# Metoda geograficzno-historyczna (folklorystyka)
Metoda geograficzno-historyczna, metoda fińska – nurt w folklorystyce związany z badaniami porównawczymi wątków folklorystycznych (w dziedzinie bajek, podań, pieśni, przysłów i zagadek) w celu ustalenia ich szlaków wędrówek i filiacji, a następnie odtworzenia ich historii i odnalezienia archetypów.

## Historia
Metoda zapoczątkowana w II poł. XIX w. w Finlandii przez Juliusa Krohna do rekonstrukcji tekstu Kalevali. Następnie rozwinięta przez jego syna - Kaarle Krohna w oparciu o badania nad fińskimi runami. W 1907 r. K. Krohn założył towarzystwo The Folklore Fellows będące światowym ośrodkiem tej metody. Międzynarodowe znaczenie osiągnęła dzięki zastosowaniom w bajkoznawstwie. Metoda była dominującym kierunkiem w folklorystyce w I poł. XX w, z okresem szczególnego rozwoju w latach 20. i 30.

## Założenia
Głównym celem stawianym sobie przez metodę geograficzno-historyczną było poszukiwanie praw rozwoju folkloru (rozumianego jako literatura ustna). Porównawcze badanie wariantów tekstów służyło do ustalenia relacji ich podobieństwa, grupowania, a następnie dedukowania potencjalnych gałęzi ewolucyjnych tekstu oryginalnego (archetypu, praformy, niem. Urform). Metoda geograficzno-historyczna różniła się od niektórych wcześniejszych podejść XIX-wiecznych brakiem założenia o pochodzeniu wszystkich bajek europejskich z jednej wspólnej kolebki (np. Indii według hipotezy Theodora Benfeya).
Zarazem poszukiwanie archetypu wynikało z mocno krytykowanego założenia o istnieniu jednego wspólnego pierwowzoru dla wszystkich wariantów tekstów. Nie było ono jednak podzielane przez wszystkich przedstawicieli nurtu - np. Walter Anderson podkreślał rolę wariantów normalnych - tj. takich, które są powszechne, wpływowe i lubiane. Z tej perspektywy badanie podobieństw między wariantami odpowiadało nie tyle na pytanie o ich pochodzenie, co o cechach wpływających na ich atrakcyjność.

## Zasady metody geograficzno-historycznej
Zgodnie z opisem W. Andersona, podstawowe wymagane czynności w stosowaniu metody geograficzno-historycznej są następujące:
- zapoznanie się z wszystkimi istniejącymi wariantami danego wątku folkorystycznego[1];
- staranne porównanie tych wątków bez uprzednich założeń[1];
- uwzględnienie miejsca i czasu powstania każdego indywidualnego wariantu[1].

## Znaczenie
Szczególne znaczenie zdobył system klasyfikacyjny bajek stworzony na potrzeby stosowania metody geograficzno-historycznej przez Antti Aarne (zob. Klasyfikacja Aarne-Thompsona).

## Krytyka
Jednym z podstawowych zarzutów wobec metody geograficzno-historycznej była krytyka założenia o pochodzeniu wariantów wątków folklorystycznych od jednego źródła. Oprócz tego, krytykowano klasyfikowanie wątków, które zdaniem niektórych (np. Władimira Proppa) były zbyt zmienne, by można było mówić o ich trwałych rozgraniczeniach. Krytykowano również koncentrację metody geograficzno-historycznej na folklorze europejskim (a zwłaszcza północno- i zachodnioeuropejskim), a także związaną z klasyfikacją konieczność sprowadzania tekstów do ich ogólnego szkieletu narracyjnego pozbawionego szczegółów i pomijaniem społecznego kontekstu, w jakim funkcjonowały.
Wśród bardziej szczegółowych zarzutów wymienić można krytykę Carla Wilhelma von Sydowa odnośnie zakładanego w metodzie mechanizmu automigracji folkloru (tj. jego wędrówki od osoby do osoby na skutek łańcucha przekazu ustnego) przy braku podkreślania roli rozprzestrzeniania się na skutek migracji samej ludności.
Kontrowersje wzbudzało również ograniczanie się przez przedstawicieli metody geograficzno-historycznej do przekazów ustnych i odrzucanie zapisów literackich w badaniach nad folklorem. Zarzut ten uwidocznił się w polemice Alberta Wesselskiego z Walterem Andersonem (w latach 30.), który zaatakował szkołę fińską z perspektywy poglądu, że literatura ustna jest jedynie wtórna względem literatury pisanej. 

## Najważniejsze omówienia metody
- Julius Krohn: Suomalaisen kirjallisuuden historia, Ensimäinen osa: Kalevala (1883)[4]
- Kaarle Krohn: Die folkloristische Arbeitsmethode: Begründet von Julius Krohn und weitergeführt von nordischen Forschern (1926)[4]
- Walter Anderson: Handwörterbuch des deutschen Märchens, t. 2, s. 508 (1940)[2]

## Przedstawiciele
- Julius Krohn[2]
- Kaarle Krohn[2]
- Antti Aarne[2]
- Walter Anderson[2]